# Festival d'Angoulême 1996
Le 23e festival international de la bande dessinée d'Angoulême s'est tenu du 25 janvier au 28 janvier 1996. Il était présidé par Philippe Vuillemin, vainqueur du Grand Prix l'année précédente.

## Affiche
Philippe Vuillemin

## Grand prix de la ville
Le Grand prix de la ville a été décerné cette année-là à André Juillard.

## Palmarès
- Alph-Art du meilleur album : L’Autoroute du soleil, Baru, Casterman
- Alph-Art du meilleur album étranger : Bone, Jeff Smith, Delcourt
- Alph-Art scénario : Juan Solo t.1 - Fils de flingue, Georges Bess et Alejandro Jodorowsky, Les Humanoïdes associés
- Alph-Art humour : Poignées d'amour' - Willem, Cornélius
- Alph-Art coup de cœur : L’Œil du chat, Fabio (Le Seuil
- Alph-Art du public : Thorgal t.21 - La Couronne d'Ogotaï, Rosinski et Van Hamme, Lombard
- Alph-Art jeunesse 7-8 ans : Toupoil t.2 - Le Pic de l'ours, Serge Monfort, Keit Vimp Bev
- Alph-Art jeunesse 9-12 ans : Titeuf t.4 - C'est pô juste, Zep, Glénat
- Prix Bloody Mary de l'ACBD : L’Histoire du conteur électrique, Fred, Dargaud
- Prix de l'ALBD : L’Autoroute du soleil, Baru, Casterman
- Prix de l'École de l'image : L'Association
- Prix international de la BD chrétienne francophone : Jésus de Nazareth, Madsen, Delcourt
- Prix du jury œcuménique : Julien Boisvert t.4 - Charles, Dieter et Michel Plessix, Delcourt

## Déroulement du festival
En 1996, le salon prend le nom de « festival ».